# Hydraena caucasica
Hydraena caucasica är en skalbaggsart som beskrevs av August Ferdinand Kuwert 1888. Hydraena caucasica ingår i släktet Hydraena och familjen vattenbrynsbaggar. Inga underarter finns listade i Catalogue of Life.